# Liste der Naturdenkmale in Nusplingen
| Naturdenkmale | Anzahl |
| ------------- | ------ |
| FND           | 1      |
| END           | 5      |
| Gesamt        | 6      |

Die Liste der Naturdenkmale in Nusplingen nennt die verordneten Naturdenkmale (ND) der im baden-württembergischen Zollernalbkreis liegenden Gemeinde Nusplingen. In Nusplingen gibt es insgesamt sieben als Naturdenkmal geschützte Objekte, davon ein flächenhaftes Naturdenkmal (FND) und sechs Einzelgebilde-Naturdenkmale (END).
Stand: 29. Juli 2024.

## Flächenhafte Naturdenkmale (FND)
| Name                     | Bild | Kennung     | Einzelheiten | Position | Fläche Hektar | Datum         |
| ------------------------ | ---- | ----------- | ------------ | -------- | ------------- | ------------- |
| Uhufelsen                |      | 84170450012 | Nusplingen   | ⊙        | 0,6           | 17. Sep. 1991 |
| Legende für Naturdenkmal |      |             |              |          |               |               |

## Einzelgebilde (END)
| Name                     | Bild | Kennung     | Einzelheiten                                           | Position | Fläche Hektar | Datum         |
| ------------------------ | ---- | ----------- | ------------------------------------------------------ | -------- | ------------- | ------------- |
| Dietstaighöhle           |      | 84170450328 | Nusplingen                                             | ⊙        | 0,0           | 29. Okt. 1996 |
| Hasenbrunnen             |      | 84170450339 | Nusplingen                                             | ⊙        | 0,0           | 29. Okt. 1996 |
| 1 Buche beim Kreuzle     | BW   | 84170450161 | Nusplingen                                             | ⊙        | 0,0           | 12. Aug. 1937 |
| 1 Linde am Marktplatz    |      | 84170450230 | Nusplingen                                             | ⊙        | 0,0           | 28. Apr. 1995 |
| 1 Ulme am Steighaus      | BW   | 84170450160 | Nusplingen Nicht mehr in der LUBW-Datenbank vorhanden. | ⊙        | 0,0           | 12. Aug. 1937 |
| 2 Linden bei der Kapelle |      | 84170450231 | Nusplingen                                             | ⊙        | 0,0           | 28. Apr. 1995 |
| Legende für Naturdenkmal |      |             |                                                        |          |               |               |